# 板桥镇 (天津市)
板桥镇，是中华人民共和国天津市宁河区下辖的一个乡镇级行政单位。
2020年7月，全国爱卫会命名板桥镇为2017-2019周期国家卫生乡镇。

## 行政区划
板桥镇下辖以下地区：
田庄坨村、齐家沽村、北珠庄村、于三庄村、王良庄村、赵学庄村、东板桥村、西板桥村、北板桥村、崔成庄村、大麦沽村、盆罐庄村、王石村、杨花庄村、老家庄村、东双庄村、张子铺村、王赞铺村和学郝铺村。